# Pyramidenhügel

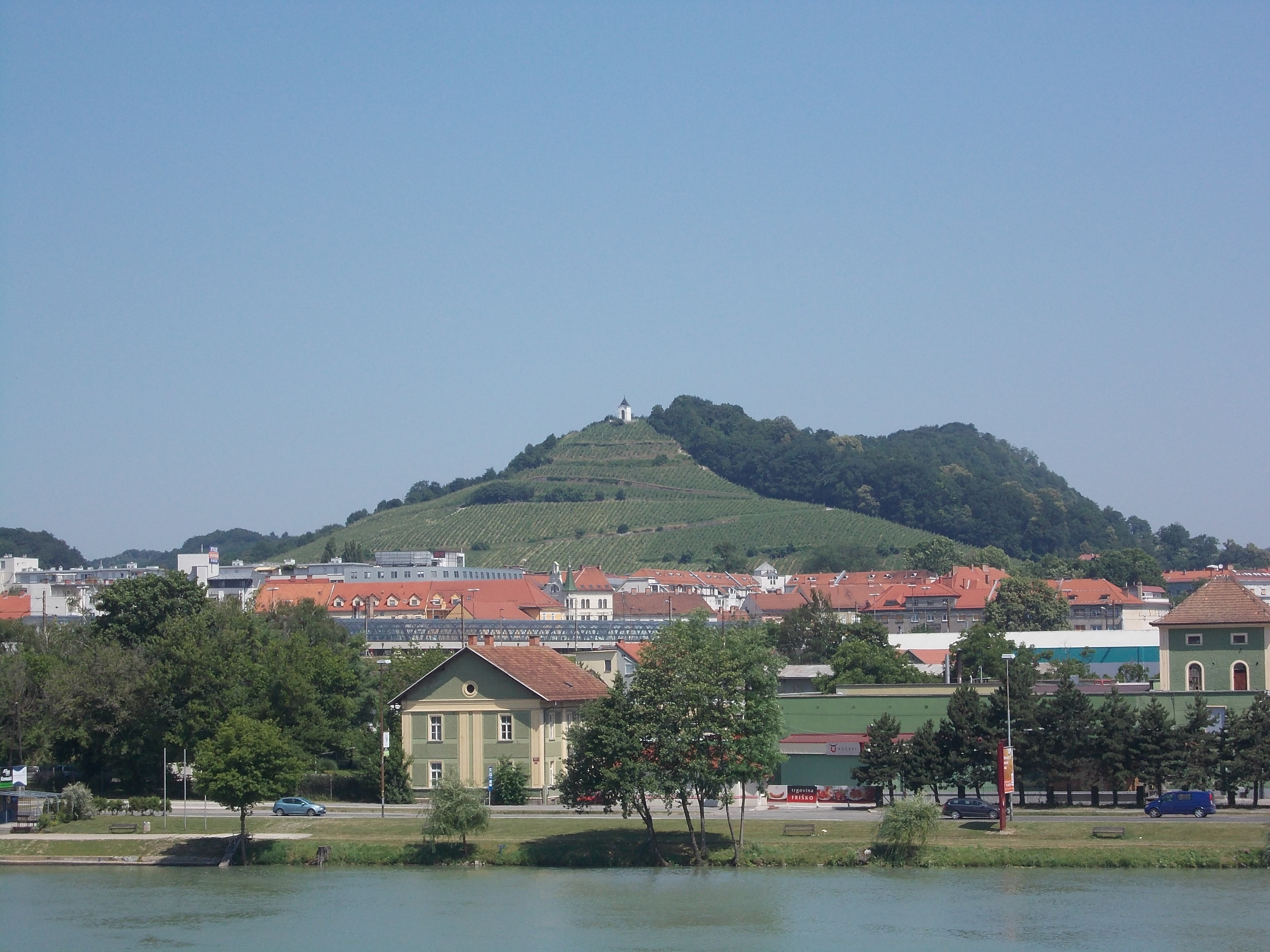
Der Pyramidenhügel oberhalb von Maribor

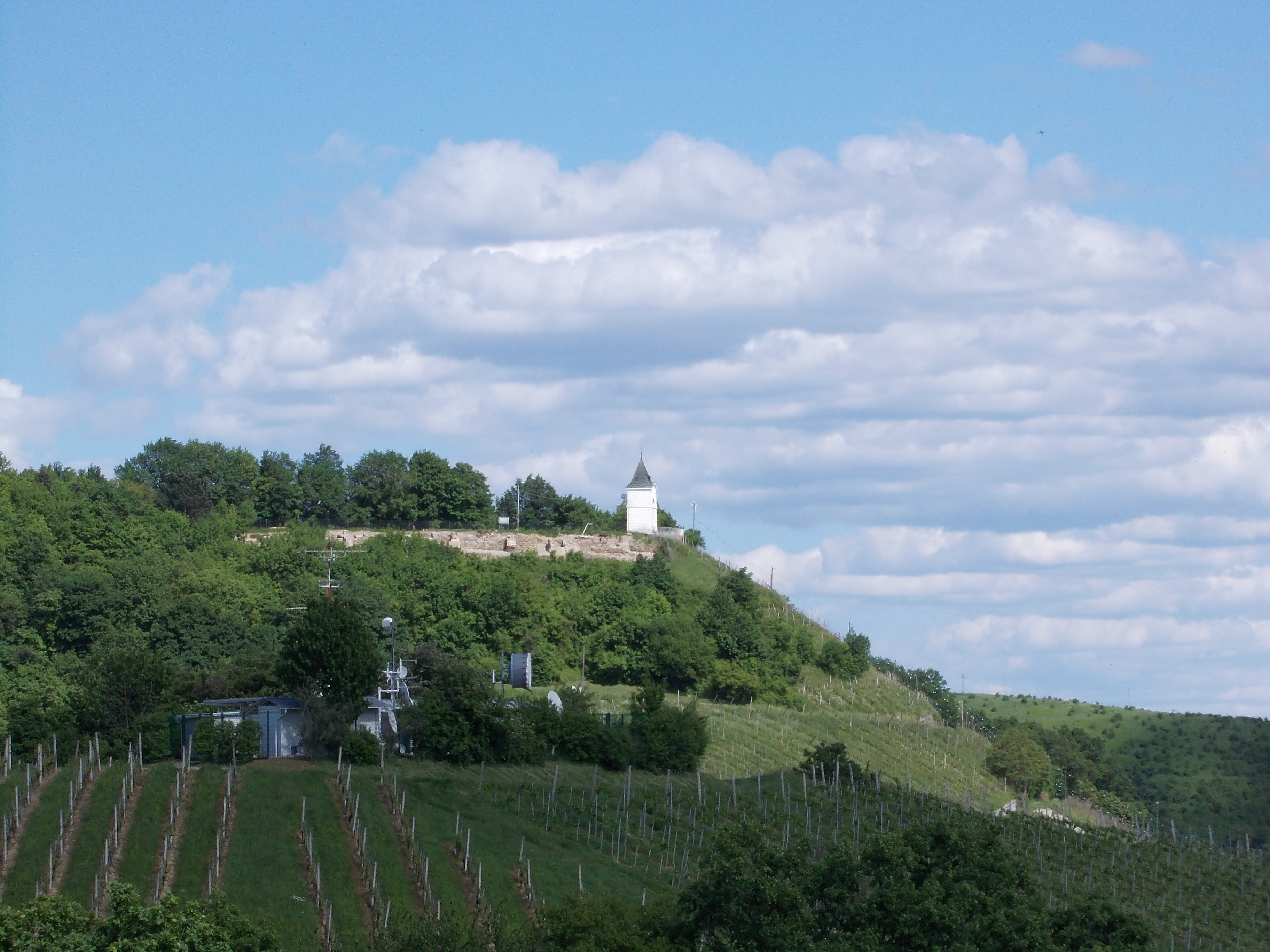
Plateau des Pyramidenhügels mit Resten der Obermarburg und Marienkapelle

Piramida (deutsch: Pyramidenhügel, historisch Pyramidenberg) ist der Name eines 386 m hohen Hügels nördlich der Altstadt von Maribor (früher Marburg an der Drau) im Nordosten Sloweniens. 
Oberhalb von Weinbergen befinden sich auf dem Hügel die Überreste der Burg Obermarburg und eine Marienkapelle.
Der Pyramidenhügel ist heute Teil des Stadtparks Maribor und mit dessen historischem Teil sowie den benachbarten Erhebungen Stadtberg Maribor und Kalvarienberg über einen Naturlehrpfad verbunden.

## Geschichte
Bis 1784 stand auf dem Hügel, früher Burgberg (auch mons castri und Purgperg) genannt, die für die Stadt Marburg namensgebende Marchburg, später Obermarburg genannt.
Aus den Materialresten wurde eine Steinpyramide errichtet, die dem Hügel seinen Namen gab. 
1821 wurde die klassizistische Marienkapelle in Erinnerung an den ehemaligen Standort von Schloss Obermarburg errichtet.